# Parque nacional Ile-Alatau
El parque nacional Ile-Alatau (kazajo: Іле Алатауы ұлттық паркі, Ile Alataýy Ulttyq parki ; ruso: Иле-Алатауский национальный парк, Ile Alatauskiy Natsional'nyy Park) es un parque nacional de Kazajistán. Fue creado en 1996 y cubre unas 200.000 hectáreas. Está situado en las montañas al sur de Almaty entre el desfiladero de Turgen en el este y el río Chemolgan en el oeste. El parque nacional limita con la reserva natural de Almaty, que se encuentra alrededor del pico Talgar.
El paisaje incluye bosques, praderas alpinas, glaciares y lagos, incluyendo el Gran Lago de Almaty. Entre los árboles notables están el albaricoque, el arce y el manzano. Se han registrado un total de 300 especies de aves y animales en el parque nacional de Ile-Alatau. El parque alberga leopardos de las nieves, linces de Asia central, osos pardos Tian Shan, martas de Asia central, íbices siberianos, quebrantahuesos y águilas reales. Otras especies de aves notables que se encuentran en el parque nacional de Ile-Alatau son el perdigallo himalayo, el picoibis, el búho scops euroasiático y el pájaro carpintero de tres dedos euroasiático.
El parque también protege especies específicas de ciervos cuya cornamenta se cree que tiene propiedades medicinales.